# أدولف كلوزه
أدولف كلوزه (بالألمانية: Adolf Klose)‏ (و. 1844 – 1923 م) هو مخترع، ومهندس ألماني، ولد في برنشتات آوف دم آيغن، توفي في ميونخ، عن عمر يناهز 79 عاماً.